# Chromodoris kempfi
Chromodoris kempfi är en snäckart som beskrevs av Ev. Marcus 1970. Chromodoris kempfi ingår i släktet Chromodoris och familjen Chromodorididae. Inga underarter finns listade i Catalogue of Life.